# Anima Animus
| Recensione | Giudizio |
| ---------- | -------- |
| The Times  |          |
| Uncut      |          |

Anima Animus è il terzo album in studio del duo inglese voce-batteria The Creatures, pubblicato il 15 febbraio 1999.

## Il disco
Dopo dieci anni dal precedente Boomerang e dopo lo scioglimento dei Siouxsie and the Banshees nel 1996, il gruppo dal quale provenivano Siouxsie Sioux e Budgie, i Creatures tornarono con un nuovo album, che segnò una svolta decisiva nel loro stile verso la musica elettronica e la Drum and bass, svolta che suscitò reazioni contrastanti fra i fan e che comunque non contribuì al successo commerciale dell'album.
Il singolo Say è dedicato al cantante degli Associates Billy MacKenzie, che si suicidò nel 1997. Le canzoni Another Planet e Don't Go To Sleep Without Me compaiono anche nelle colonne sonore rispettivamente di Lost in Space e The Blair Witch Project.
L'idea-base dell'album è ispirata al concetto di transgender sviluppato in origine da Carl Gustav Jung, della compresenza dell'uomo nella donna e viceversa.

## Tracce
Testi di Sioux, musiche dei Creatures.
1. 2nd Floor - 4:31
2. Disconnected - 3:41
3. Turn It On - 4:11
4. Take Mine - 2:58
5. Say - 4:25
6. I Was Me - 4:02
7. Prettiest Thing - 4:27
8. Exterminating Angel - 5:49
9. Another Planet - 5:19
10. Don't Go to Sleep Without Me - 2:34

## Formazione
- Siouxsie Sioux - voce, bordone, koto-zither, pianoforte giocattolo
- Budgie - batteria, percussioni, marimba ad acqua, sintetizzatore, chitarra, organo, campane tibetane

### Altri musicisti
- Knox Chandler - chitarra
- Polly Chilcott - violoncello in I Was Me